# Seán O'Casey
Seán O'Casey, irsky Seán Ó Cathasaigh, původním jménem John Casey (30. březen 1880 Dublin – 18. září 1964 Torquay) byl irský spisovatel a dramatik. Proslul svými realistickými dramaty a autobiografickými románovými příběhy z chudinských čtvrtí Dublinu. Svá díla psal anglicky.

## Život
Narodil se v protestantské rodině. Jeho otec zemřel, když mu bylo šest. Po otcově smrti žila rodina ve velké chudobě. Do školy chodil jen tři roky, pracovat začal ve čtrnácti. Pracoval na železnici a zúčastnil se mj. irské železniční stávky roku 1911, po níž byl dlouho nezaměstnaný.
Roku 1906 vstoupil do nacionalistické organizace Keltská liga (Conradh na Gaeilge) a Irské republikánské bratrství (Bráithreachas Phoblacht na hÉireann). Naučil se irsky a poirštil své jméno na Seán Ó Cathasaigh. Roku 1914 se stal generálním tajemníkem Irské republikánské armády (Arm Cathartha na hÉireann). Zároveň byl výrazně levicově orientovaný, pracoval v irských odborech. Ovlivnil ho irský labouristický vůdce Jim Larkin.
Nacionalistické a socialistické hnutí bylo v Irsku propletené, ale okolo roku 1914 v něm začaly převažovat nacionální síly, což O'Caseye zklamalo a z hnutí se stáhl, takže se neúčastnil Velikonočního povstání roku 1916.
Poté, když se stáhl z politiky, začal se více věnovat dramatu. Napsal několik her, ale ty začaly v irském prostředí narážet. Některé byly odmítány nacionalistickými kruhy. Vrchol přišel roku 1926, kdy představil tragikomedii The Plough and the Stars (Pluh a hvězdy), která pojednávala o Velikonočním povstání. Irské národní divadlo v Dublinu Abbey Theatre ji odmítlo hrát a označilo ji za urážku irských národních hrdinů. (Spoluzakladatelem a spoluředitelem divadla byl William Butler Yeats.)
Do značné míry pod tlakem nacionalistů odjel O'Casey roku 1926 do Anglie, kde žil do konce života. Definitivně se rozhodl zůstat v Anglii natrvalo poté, když Abbey Theatre odmítlo roku 1929 jeho protiválečné drama The Silver Tassie. V době, kdy byly O'Caseyovy hry v Irsku zakázány, Samuel Beckett ze solidarity s O'Caseyem nedovolil, aby byly hrány v Irsku jeho hry.
V Anglii se oženil s herečkou a pozdější spisovatelkou Eileen Carey, rozenou Eileen Reynolds, která později používala matčino dívčí příjmení Carey (2. prosince 1903 Dublin – 9. dubna 1995 Londýn). Měli dva syny (Breon, Niall) a dceru Shivaun. Niall zemřel na leukémii před svými 21. narozeninami v roce 1957. Shivaun se starala o divadelní společnost O'Casey v New Yorku, která produkovala O'Caseyovy hry a autobiografická díla.

## České překlady a uvedení divadelních her
- Uspořená libra: Divadelní hru A Pound on Demand (Uspořená libra) přeložila Jana Werichová a v roce 1963 ji pro film upravil Jan Werich, který si v něm se svou dcerou zahrál.
- Pension pro svobodné pány: V roce 1967 zfilmoval Jiří Krejčík divadelní hru Bedtime Story (Pension pro svobodné pány).

## Románové příběhy
- O'CASEY, Sean. Tluču na dveře. [Z anglických originálů I Knock at the Door (New York: The Macmillan Company, 1949), Pictures in the Hallway (New York: The Macmillan Company, 1949), Drums Under the Window (London: Macmillan & Co. Ltd., 1945) a Inishfallen Fare Thee Well (London: Macmillan & Co. Ltd., 1949) vybrala Eva Masnerová. Přeložil a předmluvu napsal František Vrba.] 1. vyd. Praha: Odeon, 1966. 612 s.